# Marcel Tisserand
Pour les articles homonymes, voir Tisserand.
Marcel Tisserand, né le 10 janvier 1993 à Meaux, en France, est un footballeur international congolais. Il évolue au poste de défenseur central.

## Biographie

### En club
En 2006, il intègre l'INF Clairefontaine, pour trois ans de préformation.
Formé à l'AS Monaco avec qui il remporte la Coupe Gambardella en 2011, il signe son premier contrat professionnel en juin 2013. Après avoir participé à l'avant-saison avec le groupe de Claudio Ranieri, il fait ses débuts professionnels le 10 août en entrant dans les derniers instants d'une victoire à Bordeaux.
Remplaçant en Principauté, il est prêté au RC Lens le 20 janvier 2014. Avec les Nordistes, il participe à la montée en Ligue 1 sous les ordres d'Antoine Kombouaré. Convaincant, il est censé être à nouveau prêté pour une saison mais les difficultés financières du RCL le contraignent à choisir une autre option. Le 25 juillet 2014, il rejoint ainsi pour une saison le Toulouse FC. De retour sur le Rocher, il doit faire face à la concurrence de Fabinho et d'Almamy Touré à son poste. Le 21 juillet 2015, il prolonge son contrat jusqu'en juin 2019 avec le club monégasque et est de nouveau prêté dans la foulée au Toulouse FC, pour une année sans option d'achat.
Au dernier jour du mercato d'été de 2016, il signe au FC Ingolstadt 04, en Bundesliga pour une durée de quatre ans et un montant de 5,5 millions d'euros.
Le 21 août 2022, il est transféré à l'Al Ettifaq FC contre une indemnité de transfert estimée à 3 000 000 €. À 29 ans, il signe un contrat de 3 ans avec le club et découvre le championnat d'Arabie saoudite de football.

### En sélection
Né en France d'un père français et d'une mère congolaise, il choisit de porter les couleurs de la République démocratique du Congo.
Il dispute le Tournoi de Toulon 2013 avec l'équipe U20.
Il connaît sa première sélection avec l'équipe nationale A lors d'une rencontre amicale disputée contre la Roumanie, le 25 mai 2016. Il dispute l'intégralité du match qui se conclut sur un match nul un but partout. Le 4 septembre 2016, il honore sa deuxième sélection lors d'un match de qualification pour la Coupe d'Afrique des nations 2017 face à la République centrafricaine. la rencontre est remportée quatre buts à un au stade des Martyrs de Kinshasa devant plus de 80 000 spectateurs.

## Statistiques
| Saison                | Club                  | Championnat           | Championnat | Championnat | Coupe nationale | Coupe nationale | Coupe de la Ligue | Coupe de la Ligue | Compétition(s) continentale(s) | Compétition(s) continentale(s) | Compétition(s) continentale(s) | Total | Total |
| Saison                | Club                  | Division              | M.          | B.          | M.              | B.              | M.                | B.                | Comp.                          | M.                             | B.                             | M.    | B.    |
| 2013-2014             | AS Monaco             | Ligue 1               | 6           | 0           | -               | -               | -                 | -                 | -                              | -                              | -                              | 6     | 0     |
| 2016-2017             | AS Monaco             | Ligue 1               | 1           | 0           | -               | -               | -                 | -                 | -                              | -                              | -                              | 1     | 0     |
| Sous-total            | Sous-total            | Sous-total            | 7           | 0           | -               | -               | -                 | -                 | -                              | -                              | -                              | 7     | 0     |
| 2013-2014             | RC Lens (prêt)        | Ligue 2               | 12          | 1           | 1               | 0               | -                 | -                 | -                              | -                              | -                              | 13    | 1     |
| Sous-total            | Sous-total            | Sous-total            | 12          | 1           | 1               | 0               | -                 | -                 | -                              | -                              | -                              | 13    | 1     |
| 2014-2015             | Toulouse FC (prêt)    | Ligue 1               | 21          | 0           | 1               | 0               | -                 | -                 | -                              | -                              | -                              | 22    | 0     |
| 2015-2016             | Toulouse FC (prêt)    | Ligue 1               | 33          | 1           | 1               | 0               | 2                 | 0                 | -                              | -                              | -                              | 36    | 1     |
| Sous-total            | Sous-total            | Sous-total            | 54          | 1           | 2               | 0               | 2                 | 0                 | -                              | -                              | -                              | 58    | 1     |
| 2016-2017             | FC Ingolstadt 04      | Bundesliga            | 28          | 0           | -               | -               | -                 | -                 | -                              | -                              | -                              | 28    | 0     |
| Sous-total            | Sous-total            | Sous-total            | 28          | 0           | -               | -               | -                 | -                 | -                              | -                              | -                              | 28    | 0     |
| 2017-2018             | VfL Wolfsburg (prêt)  | Bundesliga            | 16          | 0           | 3               | 0               | -                 | -                 | -                              | -                              | -                              | 19    | 0     |
| 2018-2019             | VfL Wolfsburg         | Bundesliga            | 10          | 1           | 1               | 0               | -                 | -                 | -                              | -                              | -                              | 11    | 1     |
| 2019-2020             | VfL Wolfsburg         | Bundesliga            | 15          | 1           | 1               | 0               | -                 | -                 | C3                             | 7                              | 0                              | 23    | 1     |
| Sous-total            | Sous-total            | Sous-total            | 41          | 2           | 5               | 0               | -                 | -                 | -                              | 7                              | 0                              | 53    | 2     |
| 2020-2021             | Fenerbahçe            | Süper Lig             | 21          | 1           | -               | -               | -                 | -                 | -                              | -                              | -                              | 21    | 1     |
| Sous-total            | Sous-total            | Sous-total            | 21          | 1           | 0               | 0               | 0                 | 0                 | -                              | 0                              | 0                              | 21    | 1     |
| Total sur la carrière | Total sur la carrière | Total sur la carrière | 169         | 5           | 8               | 0               | 2                 | 0                 | -                              | 7                              | 0                              | 186   | 5     |

## Palmarès

### En club
| - AS Monaco - Coupe Gambardella - Vainqueur : 2011 - Ligue 1 - Champion : 2017 - Vice-champion : 2014 |  | - RC Lens - Ligue 2 - Vice-champion : 2014 |